# Camerún en los Juegos Olímpicos de la Juventud 2018
Camerún compitió en los Juegos Olímpicos de la Juventud 2018 en Buenos Aires, Argentina, celebrados entre el 6 y el 18 de octubre de 2018. Su delegación estuvo conformada por 16 atletas y no pudo obtener ninguna medalla en las justas deportivas.

## Medallero
| Medalla       | Oro | Plata | Bronce | Total |
| ------------- | --- | ----- | ------ | ----- |
| Total oficial | 0   | 0     | 0      | 0     |

## Disciplinas

### Bádminton
Camerún recibió una plaza para competir por el comité tripartito.
- Individual femenino - 1 plaza

### Levantamiento de pesas
El comité tripartito otorgó una plaza a Camerún para competir en levantamiento de pesas.
- Eventos masculinos - 1 plaza